# Бобровые
Бобро́вые (лат. Castoridae) — семейство млекопитающих из отряда грызунов. Раньше его относили к подотряду белкообразных, в настоящее время вместе с гоферовыми и мешотчатопрыгуновыми выделяют в инфраотряд Castorimorphi подотряда Supramyomorpha (или в подотряд Castorimorpha). Однако среди ныне существующих грызунов у бобровых нет близкородственных групп. Наиболее близкое родство бобровые имеют с вымершим древним семейством Eutypomyidae. Появились бобровые в позднем эоцене, около 40 млн лет назад (вторая половина палеогенового периода кайнозойской эры), вероятнее всего в Северной Америке, откуда распространились в Евразию. Всех бобровых разделяют на 4 подсемейства: Agnotocastorinae, Palaeocastorinae, Castoroidinae и Castorinae, первые три из которых полностью вымерли. До настоящего времени сохранился только один род Castor с двумя видами — обыкновенным и канадским бобрами, которые считаются реликтами. Одни из самых крупных грызунов. Наибольших размеров достигали гигантские бобры из родов Castoroides из Северной Америки и Trogontherium из Европы, достигавшие 2,2 м длины и массы около 100 кг. Бобровые приспособлены к полуводному образу жизни. Череп без надглазничных отростков. Зубная формула: {\displaystyle I1/1,C0/0,P1/1,M3/3=20}. Зубные ряды сходятся кпереди. Щёчные зубы гипселодонтные, с высокой уплощенной коронкой. Ареал голарктический. Детёныши рождаются покрытыми шерстью и зрячими.

## Классификация
- Семейство Бобровые (Castoridae)
  - † Migmacastor
  - Подсемейство †Agnotocastorinae
    - Триба †Agnotocastorini
      - †Agnotocastor
      - †Neatocastor

    - Триба †Anchitheriomyini
      - †Anchitheriomys
      - †Propalaeocastor
      - †Oligotheriomys

  - Подсемейство †Palaeocastorinae
    - †Palaeocastor
    - †Capacikala
    - †Pseudopalaeocastor
    - Триба †Euhapsini
      - †Euhapsis
      - †Fossorcastor

  - Подсемейство †Castoroidinae
    - †Priusaulax
    - Триба †Nothodipoidini
      - †Eucastor
      - †Microdipoides
      - †Nothodipoides

    - Триба †Castoroidini
      - †Monosaulax
      - †Prodipoides
      - †Dipoides
      - †Castoroides
      - †Procastoroides

    - Триба †Trogontheriini
      - †Trogontherium
      - †Boreofiber
      - †Euroxenomys
      - †Youngofiber
      - †Asiacastor

  - Подсемейство Castorinae
    - †Chalicomys
    - †Steneofiber
    - †Zamolxifiber
    - †Romanofiber
    - †Schreuderia
    - †Sinocastor
    - †Hystricops
    - Castor — Бобры
      - Castor canadensis — Канадский бобр
      - Castor fiber — Обыкновенный бобр
      - †Castor californicus

## Фото

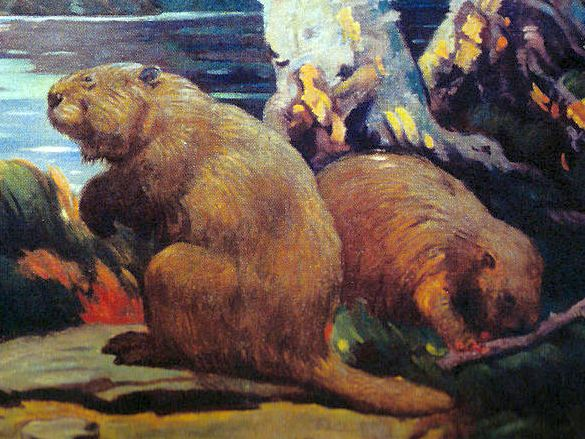
Реставрация Castoroides sp.
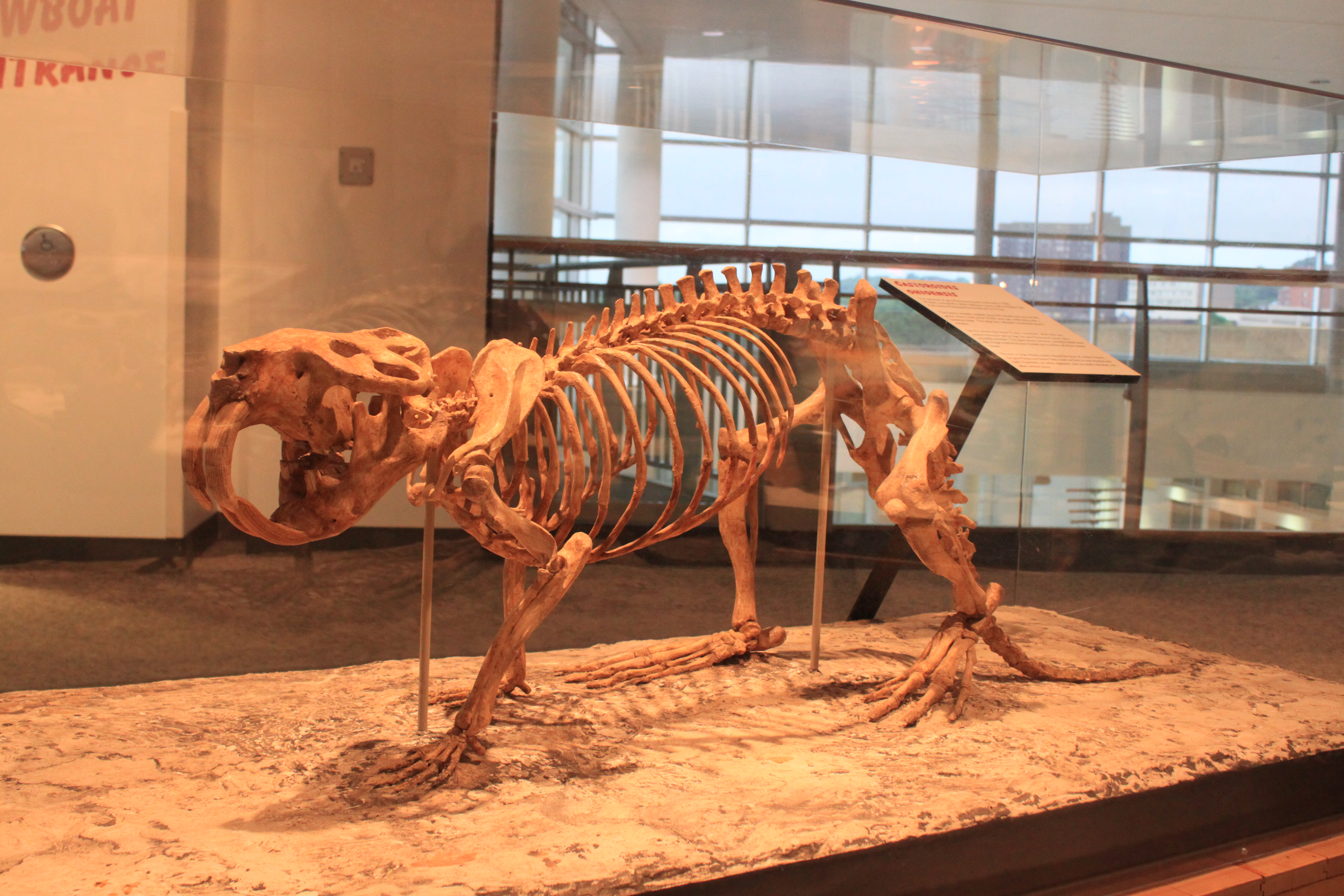
Скелет Castoroides ohioensis, гигантского бобра, жившего в плейстоцене в Северной Америке